# Justice Society of America
"Justice Society of America" var det første hold af superhelte i tegneseriens historie. Holdet dukkede første gang op i All Star Comics #3 i vinteren 1940.